# Melchor Sánchez Mendiola
Melchor Sánchez Mendiola (Irapuato, Guanajuato, 8 de octubre de 1959) es un médico militar pediatra y académico mexicano. En 2019, recibió el International Medical Educator of the Year Award, que otorga el Royal College of Physicians and Surgeons of Canada, como reconocimiento al liderazgo en la innovación y calidad de la educación en las residencias médicas, convirtiéndose en el primer mexicano en recibirlo.

## Trayectoria
Estudió medicina y pediatría en la Escuela Médico Militar y en el Hospital Central Militar, de la Universidad del Ejército y de la Fuerza Aérea de México. 
En 2008 obtuvo el grado de Maestría en Educación en Ciencias de la Salud del Colegio de Medicina de la Universidad de Illinois. En 2016 obtuvo el grado de Doctor en Ciencias del Programa de maestría y doctorado en Ciencias Médicas, Odontológicas y de la Salud, de la Universidad Nacional Autónoma de México. 
Sánchez Mendiola es profesor titular en la división de Estudios de Posgrado de la Facultad de Medicina de la UNAM, editor asociado de la revista Advances in Health Sciences Education, y desde 2011, también de la Revista Investigación en Educación Médica de la Facultad de Medicina de la UNAM, publicación que recibió el premio SCImago 2017.
Desde 2020 a principios de 2024 fue Coordinador de Universidad Abierta, Innovación Educativa y Educación a Distancia en la Universidad Nacional Autónoma de México. En marzo de 2024 fue nombrado Coordinador de Evaluación, Innovación y Desarrollo Educativos (CEIDE) en la misma institución. 

## Investigador y académico
Como médico docente, su trabajo de investigación ha contribuido con iniciativas de innovación educativa, para la mejora en programas de médicos residentes. También ha realizado aportaciones significativas sobre evaluación de los aprendizajes, tanto en programas educativos presenciales como en formato MOOC. Realiza análisis de trayectorias escolares e innovación curricular en programas de medicina. También investiga sobre la experiencia docente en programas médicos, tanto de licenciatura como de posgrado. Es autor de libros sobre educación basada en evidencia e informática biomédica.
Las investigaciones de Sánchez Mendiola, han contribuido en el campo de la evaluación educativa de nivel superior y también con la consideración de aspectos emocionales, éticos y de liderazgo de los profesionales en residencias médicas, aportes por los que recibió en 2019, el International Medical Educator of the Year Award, que otorga el Royal College of Physicians and Surgeons of Canada. 
Además, pertenece al Sistema Nacional de Investigadores, como Investigador Nacional y es socio titular de la Academia Nacional de Medicina de México. También es miembro del Consejo Mexicano de Investigación Educativa, A. C., de la Academia Mexicana de Pediatría, de la American Academy of Pediatrics, de la Society of Directors of Research in Medical Education y del National Board of Medical Examiners (NBME).

## Obra
- 2002 - Medicina basada en evidencias. McGraw-Hill. ISBN 9789701035542.[13]
- 2004 - Medicina pediátrica: basada en evidencias. McGraw-Hill Interamericana. ISBN 9701045246.[14]
- 2010 - La educación en las residencias médicas. ETM, UNAM, Facultad de Medicina. ISBN 9786077817017.[15]
- 2015 - Educación médica: teoría y práctica. Elsevier. ISBN 9788490229651.[16]
- 2018 - Informática biomédica. Elsevier. ISBN 9788491131403.[17]

## Premios y distinciones
- 2019 - International Medical Educator of the Year Award, que otorga el Royal College of Physicians and Surgeons of Canada.[2][18]
- Miembro del International Oversight Committee del National Board of Medical Examiners, Philadelphia, USA.[19]
- “Member-at-Large” del National Board of Medical Examiners, Philadelphia, USA.[19]
- Premio SCImago 2017 a la mejora continua de revistas científicas de México por la Revista de investigación en educación médica de la Facultad de Medicina de la UNAM. CONRICyT, CONACYT.[20]
- Investigador permanente del Programa Universitario de Estudios sobre Educación Superior de la UNAM.